# Praše
Praše so vas v kranjski krajevni skupnosti Mavčiče. Leži na desnem bregu reke Save med Kranjem in Medvodami. Vas je bila omenjena že v urbarju iz leta 1291. V njej je prebival tudi pesnik sorškega polja Simon Jenko.